# For Sentimental Reasons
For Sentimental Reasons (с англ. — «По сентиментальным причинам») — четвёртый студийный альбом американской джазовой певицы Эллы Фицджеральд, выпущенный в 1955 году на лейбле Decca Records и состоящий из песен, записанных в более ранние годы. В создании пластинки принимали участие The Delta Rhythm Boys, Сай Оливер, Боб Хаггарт, Сонни Бёрк и другие музыканты.

## Отзывы критиков
В журнале Cash Box отметили: «Приветливая мисс Фицджеральд демонстрирует мягкую и милую сторону своего таланта в серии баллад из категории вечнозелёных. Мелодии исполнены в хорошо известной и широко признанной манере Фицджеральд и обширный фэндом по достоинству оценит эти произведения».

## Список композиций
| №                   | Название                               | Текст песни         | Музыка              | Длительность |
| ------------------- | -------------------------------------- | ------------------- | ------------------- | ------------ |
| 1.                  | «(I Love You) For Sentimental Reasons» | Дик Уотсон          | Уильям Бест         | 3:13         |
| 2.                  | «Guilty»                               | Гас Кан             | Ричард Уайтинг      | 3:14         |
| 3.                  | «It’s Too Soon to Know»                | Дебора Чеслер       | Дебора Чеслер       | 2:36         |
| 4.                  | «Baby Doll»                            | Гарри Уоррен        | Джонни Мёрсер       | 3:18         |
| 5.                  | «Mixed Emotions»                       | Стюарт Ф. Лоухгайм  | Стюарт Ф. Лоухгайм  | 3:18         |
| 6.                  | «That Old Feeling»                     | Лью Браун           | Сэмми Фэйн          | 2:28         |
| Общая длительность: | Общая длительность:                    | Общая длительность: | Общая длительность: | 18:07        |

| №                   | Название                              | Текст песни               | Музыка                              | Длительность |
| ------------------- | ------------------------------------- | ------------------------- | ----------------------------------- | ------------ |
| 7.                  | «Confessin’»                          | Эл Нейбург                | Док Дауэрти                         | 3:24         |
| 8.                  | «A Sunday Kind of Love»               | Барбара Бэлль             | Луи Прима, Анита Леонард, Стэн Родс | 3:23         |
| 9.                  | «There Never Was a Baby Like My Baby» | Адольф Грин, Бетти Комден | Жюль Стайн                          | 2:49         |
| 10.                 | «Walking by the River»                | Уна Мэй Карлайл           | Роберт Саур                         | 2:28         |
| 11.                 | «Because of Rain»                     | Уильям Харрингтон         | Нэт Кинг Коул                       | 3:12         |
| 12.                 | «Don’t You Think I Ought to Know»     | Мелвин Уэттергрин         | Уильям Джонсон                      | 3:08         |
| Общая длительность: | Общая длительность:                   | Общая длительность:       | Общая длительность:                 | 18:24        |

## Участники записи
- Элла Фицджеральд — вокал.
- Вокальная группа The Delta Rhythm Boys — трек 1 (записан в 1946 году).
- Эдди Хейвуд и его оркестр — трек 2 (записан в 1947 году).
- Сонни Бёрк и его оркестр — трек 4 (записан в 1951 году).
- Сай Оливер и его оркестр — трек 5 (записан в 1951 году).
- Вокальная группа The Day Dreamers — трек 6 (записан в 1947 году).
- Джонни Лонг и его оркестр — трек 6 (записан в 1944 году).
- Лерой Кёркленд и его оркестр — трек 10 (записан в 1952 году).
- Боб Хаггарт и его оркестр — треки 8 и 12 (записаны в 1947 году).